# NGC 845
NGC 845 é uma galáxia espiral (Sb) localizada na direcção da constelação de Andromeda. Possui uma declinação de +37° 28' 39" e uma ascensão recta de 2 horas, 12 minutos e 19,7 segundos.
A galáxia NGC 845 foi descoberta em 17 de Janeiro de 1787 por William Herschel.